# 2072 Космодем'янська
2072 Космодем'янська (2072 Kosmodemyanskaya) — кам'янистий астероїд головного поясу, відкритий 31 серпня 1973 року астрономом Тамарою Смирновою в Кримській астрофізичній обсерваторії.
Тіссеранів параметр щодо Юпітера — 3,473. Діаметр астероїда становить приблизно 6 кілометрів 